# Hannes Þór Halldórsson
Hannes Þór Halldórsson (født 27. april 1984 i Reykjavik) er en islandsk fodboldspiller, der spiller for Víkingur og for Island.
Han spillede samtlige kampe for det islandske hold, der overraskede positivt ved holdets første A-slutrundedeltagelse nogensinde, EM 2016 i Frankrig. Desuden har han arbejdet som filminstruktør.

## Klubkarriere
Hannes Halldórsson spillede indledningsvis i en række islandske klubber, flest i Knattspyrnufélagið Fram og KR Reykjavik, hvor han begge steder var i tre sæsoner. Men han var i KR, var han kortvarigt udlånt til SK Brann, hvis normale målmand, Piotr Leciejewski, var skadet.
I december 2013 skiftede han til den norske klub Sandnes Ulf, hvor han i oktober samme år havde trænet som forberedelse til Islands EM-playoffkampe mod Kroatien.
6. juni 2015 meddelte den hollandske klub NEC Nijmegen, at den havde indgået en toårig kontrakt med Halldórsson. Herfra blev han i foråret 2016 udlejet til norske FK Bodø/Glimt.
Efter den succesfulde EM-slutrunde sikrede Randers FC sig Halldórsson fra juli 2016 på en treårig aftale.
Den 3. juli 2018 skrev Halldórsson under på en toårig kontrakt med Qarabağ FK.

## Landsholdskarriere
Hannes Halldórsson fik debut på det islandske landshold 6. september 2009 i en EM-kvalifikationskamp mod Cypern, som Island vandt 1-0. Siden 2012 har han været førstemålmand og spillet i alt 38 landskampe. Han var en del af truppen ved EM i 2016, hvor spillede samtlige kampe, og blev også udtaget til VM 2018.

## Anden virke
Halldórsson har i fodboldfrie perioder i Island arbejdet som filminstruktør. Han har mest instrueret reklamefilm, men stod også bag videoen til Gréta Salóme og Jónsis bidrag til Eurovision Song Contest 2012, "Never Forget". Da han flyttede fra Island for at blive professionel fodboldspiller, lovede hans arbejdsgiver ham, at han kan få sit instruktørjob tilbage efter sin fodboldkarriere.